# Elemi töltés
Az elemi töltés egy fizikai állandó, melynek értéke a CODATA 2017-es ajánlása szerint:
e=1,602176634·10−19 C. Az elemi töltés nagysága megegyezik a proton és az elektron elektromos töltésének nagyságával, a proton pozitív, az elektron negatív töltésű. Minden szabad részecske töltése az elemi töltés egész számú többszöröse.
A szabadon nem előforduló kvarkok töltése ennek nem egészszám-szorosa, hanem 2/3-a illetve -1/3-a. A belőlük felépülő mezonok és barionok töltése viszont az elemi töltés egész számú többszöröse.

## Az elemi töltés fogalmának kialakulása
Az elektromos jelenségek magyarázata a 19. század végéig a folyadékelmélethez kapcsolódott. Eszerint a minden anyagban jelen lévő elektromos folyadék (elektromos fluidum) többlete pozitív, a hiánya negatív töltést eredményez. Ezen elképzelés szerint az elektromos töltés egy folytonos fizikai mennyiség, azaz nagysága tetszőleges lehet. Faraday elektrolízissel kapcsolatos kísérletei során merült fel az elektromos tulajdonságú, azaz töltéssel bíró részecske fogalma. Erről feltételezték, hogy elegendően kicsi, így könnyen be tud hatolni az anyagba. Később a katódsugaras kísérletek és a tapasztalt jelenségek magyarázata kapcsán egyre elfogadottabbá vált a részecskeszemlélet. Joseph John Thomson 1897-es publikációjában közölte a kísérleteiből származó eredményt, miszerint a katódsugarakban negatív töltésű részecskék – elektronok– terjednek. Az elektron elnevezést George Johnstone Stoney már korábban is használta. Thomson kísérletéből azonban nem a töltés (abszolút) nagyságát, hanem az elektron fajlagos töltését, azaz a töltés/tömeg nagyságát lehetett meghatározni.

## Az elemi töltés meghatározásának története
Az elemi töltés nagyságának meghatározásával többen – mind elméleti, mind kísérleti módszerrel – is próbálkoztak az 1900-as évek kezdetén, például Erich Rudolf Alexander Regener, Luis Begeman és Felix Ehrenhaft.
Robert Andrews Millikan is ez idő tájban kezdte ezzel kapcsolatos kísérleteit, amelyek eleinte a Charles Thomson Rees Wilson skót fizikus által 1895-ben kifejlesztett, és több szempontból továbbtökéletesített ködkamrában folytak. A Begemannal közösen végzett kísérletekben vízcseppekből álló felhő mozgását figyelték meg, ezeket az eredményeket 1908-1910 között publikálták. Később Millikan tanítványának, Harvey Fletchernek a javaslatára olajjal, mint nem párolgó közeggel folytatták a kísérleteket. Ekkor fejlesztették ki az úgynevezett porlasztós elrendezést, ami az 1913-ban publikált híres olajcseppkísérlethez vezetett.
Millikan az elemi töltés értékének meghatározásáért 1923-ban fizikai Nobel-díjat kapott. Az általa megadott 1,592·10−19 érték 0,62%-ban tér el az elemi töltés ma elfogadott – CODATA által megadott – értékétől.

## Az elemi töltés és az új SI
Az elemi töltés mai ismereteink szerint a vákuumbeli fénysebességhez hasonlóan egy természeti állandó. Értékét 2019 május 20-tól az Nemzetközi Mértékegységrendszerben rögzíti, és az áramerősség mértékegységének, az ampernek a definíciójában van szerepe. Bár az amper maradt az alapegység, azt mégis a coulombból (származtatott mértékegység) határozzák meg:
{\displaystyle {\rm {1\ C={\frac {\mathit {e}}{1,\!602176634\cdot 10^{-19}}},\qquad \qquad {\rm {1\ A=1\,{\frac {C}{s}}}}}}}